# Loupeigne
Loupeigne é uma comuna francesa na região administrativa de Altos da França, no departamento de Aisne. Estende-se por uma área de 7,3 km². Em 2010 a comuna tinha 92 habitantes (densidade: 12,6 hab./km²).